# Karen Worcman
Karen Worcman é diretora e fundadora do Museu da Pessoa, acervo virtual que reúne relatos de vida de mais de 16 mil pessoas.
É historiadora, formada pela Universidade Federal Fluminense, com pós-graduação em Linguística na Universidade Federal do Rio de Janeiro.

## Biografia
Karen Worcman nasceu em 1962 no Rio de Janeiro. Neta de judeus imigrantes, Karen ficou fascinada desde o início com as diferentes maneiras pelas quais as pessoas organizavam seus mundos. Ela viu a incrível riqueza cultural em como diferentes pessoas e grupos organizam suas experiências e dão sentido às suas vidas. Karen viveu uma vida aventureira. Ela fez muitas viagens e trabalhou em muitas organizações em todo o mundo. Na universidade, Karen estudou história e linguística. Ela descobriu – intuitiva e racionalmente – que a história escrita não valorizava o tipo de história que é a base da experiência social: a história das pessoas e como elas estão conectadas à sociedade. Essa percepção somada à sua necessidade pessoal de transformar ideias em ação fez do Museu da Pessoa o objetivo de vida de Karen.
Karen começou a desenvolver sua ideia para o Museu da Pessoa em 1992 após a conclusão de seu livro Memória e Migração, uma compilação de experiências pessoais de judeus imigrantes no Brasil.Seu trabalho no livro a impressionou com a eficácia da história oral como ferramenta de comunicação. Foi então que Karen decidiu que a melhor forma de preservar as narrativas das experiências de vida era um banco de dados multimídia, núcleo do Museu.
Desde sua fundação, Karen coordenou mais de 20 projetos como a história multimídia dos dois maiores times de futebol do Brasil, a história multimídia dos comerciantes no Brasil, a história da eletricidade, alguns Centros de Memória de algumas das maiores empresas do Brasil.
Tornou-se fellow da Ashoka em 1999 e membro do Global Fellowship Team da Ashoka em 2004, com foco em estratégias de ampliação do impacto social da organização por meio do fortalecimento da rede de fellows. Foi líder Avina de 2007 a 2009, é empreendedora social da Rede Folha e e membro do conselho do Observatório da Imprensa, da organização Ourmedia.org e do Instituto Avisa Lá.

## Museu da Pessoa
O Museu da Pessoa é "virtual". É um banco de dados multimídia que dá às pessoas a oportunidade de registrar suas histórias. Recolhe fotografias, documentos pessoais e vídeos, juntamente com os relatos orais, que em sua maioria são gravados em vídeo. O resultado é uma ampla variedade de fontes de informação a partir das quais podem ser criados diversos produtos para fins educacionais e sociais (livros, CD-ROMs, exposições) e que podem servir como recursos para artigos de jornais, programas de rádio e televisão. O Museu está acessível na Internet, meio que lhe permite relatar e recolher continuamente novas histórias de vida. Seu acervo tem uma coleção de mais de 18.000 histórias em áudio, vídeo e texto e cerca de 60 mil fotos e documentos digitalizados